# Walisische Badmintonmeisterschaft 1993
Die Walisische Badmintonmeisterschaft 1993 fand in Holyhead statt. Es war die 41. Austragung der nationalen Titelkämpfe im Badminton in Wales.

## Titelträger
| Disziplin    | Sieger                          |
| ------------ | ------------------------------- |
| Herreneinzel | Geraint Lewis                   |
| Dameneinzel  | Kelly Morgan                    |
| Herrendoppel | Chris Rees Lyndon Williams      |
| Damendoppel  | Rachele Edwards Hilary Tarleton |
| Mixed        | Chris Rees Hilary Tarleton      |